# Žralok veliký
Žralok veliký (Cetorhinus maximus) je velký kosmopolitní druh žraloka z čeledi obrounovitých. Je to druhá největší paryba po žraloku obrovském, může měřit i přes 12 metrů. Jedná se o pomalý druh, výjimečně plavající rychleji než 5 km/h.
Stejně jako jiné velké druhy žraloků je žralok veliký podle IUCN ohrožen vyhynutím kvůli dříve uplatňovanému a stále dopady majícímu nadměrnému lovu pro jeho ploutve, maso i orgány, kolizím s plavidly a nezáměrnému zachytávání v sítích (bycatch).

## Rozšíření
Žralok veliký je pobřežní až oceánský žralok, který se vyskytuje v Atlantiku a Pacifiku (v Indickém oceánu jen u pobřeží Austrálie, Indonésie a Jižní Afriky), ve studených i v teplejších vodách většinou u pevninských mělčin. Preferuje teplotu vody od 8 do 14 °C. Je to vysoce stěhovavý druh.

## Popis
Žralok veliký je druhý největší známý druh žraloka, hned za žralokem obrovským. Největší exemplář byl chycen do sítě na sledě v zátoce Fundy v Kanadě v roce 1851. Jeho celková délka činila 12,27 metrů a hmotnost se odhaduje asi na 19 tun. Některé exempláře dnes přesahují 9 nebo dokonce 10 metrů, ale po letech intenzivního rybolovu se staly vzácností. V průměru měří dospělí jedinci 7 až 9 metrů a váží asi 4 tuny. Žralok veliký bývá někdy zaměňován se žralokem bílým. Hlavními rozlišovacími znaky jsou podstatně delší žaberní rýhy, „jeskyňovité“ čelisti bez velkých zubů (zato s množstvím malých zoubků), menší oči, absence bílé barvy na spodní části těla a celkově větší rozměry žraloka velikého.
Tento žralok může žít samotářsky nebo i ve skupinách, které mají obvykle 20 až 30 jedinců.
Dožívá se obvykle věku 34 až 50 let.

## Potrava
Potravu přijímá pasivně pomocí žaberních filtrů, jimiž filtruje zooplankton, malé ryby a jiné, bezobratlé živočichy. Za hodinu může přefiltrovat okolo 2000 m3 vody. Kvůli potravě pobývá u hladiny, kde je jí nejvíce. V zimě je ponořen v hloubce až 1 km, kde mu z důvodu nedostatku potravy zakrní filtrační ústrojí. Pro výživu v tomto období využívá tuky, které dříve nashromáždil. Na konci zimy se filtrační ústrojí obnoví.

## Rozmnožování
Žralok veliký je vejcoživorodý, dle jiných zdrojů živorodý. Embryo je v prvním stádiu závislé na žloutkovém váčku, ale později se živí neoplodněnými vajíčky produkovanými matkou. Tento jev se nazývá oofagie. Délka březosti není přesně známa, ale předpokládá se doba více než jednoho roku. V jednom vrhu rodí 1 až 2 mláďata, která měří 1,5–2 m. Je znám případ samice, která byla při vylovení březí a nosila 6 nenarozených mláďat. Samci pohlavně dospívají při délce 4 až 7,5 metru, samice při 6,9 až 9,8 metrech.

## Synonyma
Česká synonyma
| - obroun veliký - žralok obří |  | - žralok velký - žralok obr |

Vědecká synonyma
| - Cetorhinus blainvillei (Capello, 1869) - Cetorhinus maccoyi (Barrett, 1933) - Cetorhinus maximus infanuncula (Deinse & Adriani, 1953) - Cetorhinus maximus normani (Siccardi, 1961) - Cetorhinus normani (Siccardi, 1961) - Cetorhinus rostratus (Macri, 1819) - Halsydrus maccoyi (Barrett, 1933) - Halsydrus maximus (Gunnerus, 1765) - Halsydrus pontoppidiani (Neill, 1809) - Hannovera aurata (van Beneden, 1871) - Polyprosopus macer (Couch, 1862) - Scoliophis atlanticus (Anon., 1817) - Selache elephas (Le Sueur, 1822) - Selache maxima (Gunnerus, 1765) - Selache maximum (Gunnerus, 1765) - Selache maximus (Gunnerus, 1765) - Selachus pennantii (Cornish, 1885) |  | - Squalis gunneri (Blainville, 1816) - Squalis shavianus (Blainville, 1816) - Squalus cetaceus (Gronow, 1854) - Squalus elephas (Lesueur, 1822) - Squalus gunnerianus (Blainville, 1810) - Squalus homianus (Blainville, 1810) - Squalus isodus (Macri, 1819) - Squalus maximus (Gunnerus, 1765) - Squalus pelegrinus (Blainville, 1810) - Squalus peregrinus (Blainville, 1810) - Squalus rashleighanus (Couch, 1838) - Squalus rhinoceros (DeKay, 1842) - Squalus rostratus (Macri, 1819) - Tetraoras angiova (Rafinesque, 1810) - Tetroras angiova (Rafinesque, 1810) - Tetroras maccoyi (Barrett, 1933) |